# Odón de Poznań
Odón de Poznań (c. 1149-20 de abril de 1194), también conocido como Odón de Gran Polonia y de Mieszkowic (en polaco: Odon poznański, wielkopolski, Mieszkowic) fue duque de Gran Polonia y Poznań durante 1177/79-1182, y duque de Kalisz durante 1193-1194.
Fue el hijo mayor de Miecislao III el Viejo, duque de Gran Polonia y desde 1173 Gran Duque de Polonia, con su primera esposa Isabel, hija del rey Béla II de Hungría.

## Matrimonio y descendencia
Alrededor de 1184 Odón se casó con Viacheslava (†después de 1200), hija de Yaroslav Osmomisl, príncipe de Halych. Tuvieron tres hijos:
1. Vladislao Odonic (c. 1190–5 de junio de 1239)
2. Ryksa (c. 1191–18 de noviembre de 1238)
3. Euphrosyna (c. 1192/94–23 de agosto de 1235); casada hacia 1225 con Swantopolk II, duque de Pomerania.

Dado que Vladislao era demasiado joven para reinar, Odón entregó la regencia de su ducado del sur de la Gran Polonia a su medio hermano, Vladislao III Piernas Largas, mientras que Miesko III reclamaba el ducado de Kalisz.